# جوان مارتينيز (لاعب كرة قدم)
جوان مارتينيز (بالإسبانية: Joan Martínez Vilaseca)‏ (و. 1943  م) هو لاعب كرة قدم، ومدرب كرة قدم إسباني، ولد في مانريسا.